# 베타 운동 신경세포
베타 운동 신경세포(beta motor neuron 또는 β motor neuron) 또는 베타 운동 뉴런(beta motoneuron)은 알파 운동 뉴런, 감마 운동 뉴런과 함께 일종의 하위 운동 뉴런이다. 베타 운동 뉴런은 추외 섬유(느린 연축 섬유의 일종)에 대한 곁섬유와 함께 근방추의 추내 섬유를 신경지배한다. 또한 알파, 베타, 감마 운동 뉴런의 축삭이 수초화된다. 더욱이, 이러한 원심성 뉴런은 척수의 앞회색질기둥(전회백주, anterior grey column)에서 유래하여 골격근으로 이동한다. 그러나 직경이 더 큰 알파 모터 섬유는 베타 및 감마보다 더 높은 전도 속도가 필요하다.

## 같이 보기
- 알파 운동 신경세포
- 감마 운동 신경세포
- 근방추 (근육방추)
- 방추속근육세포 (방추내근섬유)
- 방추밖근육세포 (방추외근섬유)
- 운동 단위
- Ia형 감각 신경섬유
- II형 감각 신경섬유